# 中央直辖市辖市
中央直辖市辖市（越南语：／），俗称市辖市，是越南二级行政区中的一种，与郡、县、市社和省辖市同级。
在越南，市辖市是直辖市的卫星城市。
2015年6月19日第十三届越南国会通过了新的《地方政权组织法》，2016年1月1日生效。该法律引入了全新的行政单位“中央直辖市辖市”。引入市辖市是为了在胡志明市和其他城市探索新型城市治理试验。

## 法律规定
市辖市是2013年新创造的行政区划单位。此前，根据1992年宪法，中央直辖市仅下属郡、县、市社三种行政区划。
2008年8月1日，河西省并入河内市后，河内市下辖河东市和山西市两个市直到2009年5月7日。但是，当时这两个市都被认为是省辖市。因为中央直辖市的下辖市没有对应的组织法源。根据当时的法律规定，2009年5月8日，河东市改制为郡，山西市改制为市社。
2013年宪法第九章第一款第一百一十条规定：“省划分为县、市社和省辖市；中央直辖市划分为郡、市社和相当的行政区划单位”，但没有提及什么是“相当的行政区划单位”。在郡县级增加一个相当的行政区划单位是越南城市化程度高的城市组织管理机构模式的重要宪法基础。具体来说，胡志明市当时正在推进下属行政区组织架构改革的试点。 
2015年《地方政权组织法》（2019年补充修订）第一章第二条规定：
越南社会主义共和国的行政单位包括：
1. 省、中央直辖市（以下统称省级）；
2. 县、郡、市社、省辖市、中央直辖市辖市（以下简称县级）；
3. 社、坊、市镇（以下简称社级）；
4. 特别行政-经济单位。

### 行政单位标准
根据2016年国会常务委员会第1211/2016/UBTVQH13 号决议第一章第五条第二款，成为省辖市或中央直辖市辖市，必须满足以下条件：
第5条 省辖市和中央直辖市辖市标准
1. 人口15万人以上。
2. 面积150平方公里以上。
3. 下属行政区：
  1. 下属社级行政区数量在10个以上；
  2. 坊数量占社级行政区总数的比例为65%以上。

4. 已被认定为一类、二类、三类都市；或已划定为一类、二类、三类都市地区标准的中央直辖市下属区域。
5. 社会经济发展的结构和水平达到与本决议一起发布的附录1中的规定。

## 进展
胡志明市计划将第二郡、第九郡和守德郡合并设立新的守德市，该地区预计将成为“越南的硅谷”。新设立的守德市面积211平方公里，人口超过100万，贡献胡志明市约30%以及越南全国4-5%的国内生产总值。该提案稍后得到了阮春福总理的背书，推进到下一阶段。
2016年8月12日，河内市委书记黄忠海在第十四届国会第一次会议后会见山西市社代表团时，山西经济局局长冯辉明要求将山西改设为市辖市。
2020年2月20日，在总理阮春福与承天顺化省协作落实政治局关于到2030年承天顺化建设和发展规划的第54号文件后，政府办公厅称，新扩展的顺化市将与香水、香茶、丰田等其他地区一起改设为市辖市。承天顺化省预计在2021年改设为直辖市。
2020年7月，海防市人民委员会宣布水源县将在2030年前改制为市辖市。新成立市辖市的面积和人口将与当前相同。
2024年10月24日，越南国会常务委员会通过决议，自2025年1月1日起，水源县改制为水源市。
2025年，越南廢除所有縣級行政單位，中央直辖市辖市建制自动废除。

## 市辖市列表
| 名称   | 中央直辖市 | 面积（km2） | 人口              | 人口密度 | 成为市辖市 | 类别 |
| ------ | ---------- | ----------- | ----------------- | -------- | ---------- | ---- |
| 守德市 | 胡志明市   | 211.56      | 1,013,795（2019） | 4,800    | 2021-01-01 | Ⅰ    |
| 水源市 | 海防市     | 269.10      | 397,570（2024）   | 1,477    | 2025-01-01 | Ⅲ    |